# Municipio de Bacalar
El Municipio de Bacalar es uno de los 11 municipios que integran el estado mexicano de Quintana Roo. Fue creado por decreto del Congreso de Quintana Roo el 2 de febrero de 2011, segregando su territorio del municipio de Othón P. Blanco. Su cabecera es la ciudad de Bacalar.

## Geografía
El municipio de Bacalar se localiza en el sur del estado de Quintana Roo y todo su territorio formaba parte con anterior a su creación del municipio de Othón P. Blanco y cuenta con un litoral de 20.1 kilómetros de extensión en el mar Caribe; de acuerdo al decreto de su creación tiene una extensión territorial de 7 161.1 kilómetros cuadrados que incluyen un sector de territorio en conflicto con el estado de Campeche.
Limita al norte con el municipio de José María Morelos y con el municipio de Felipe Carrillo Puerto, y al sur con el municipio de Othón P. Blanco; al oeste sus límites corresponden al estado de Campeche, en particular con el municipio de Calakmul.

## Demografía

### Localidades
En el territorio del municipio hay un total de 57 localidades, la población de las principales es la siguiente:
| Localidad            | Población |
| Total Municipio      | 41,754    |
| Bacalar              | 12,527    |
| Limones              | 2,739     |
| Maya Balam           | 2,657     |
| Los Divorciados      | 1,249     |
| Kuchumatán           | 1,154     |
| Manuel Ávila Camacho | 1,107     |
| La Pantera           | 1,013     |
| Buenavista           | 702       |
| Chacchoben           | 685       |
| Altos de Sevilla     | 677       |
| Pedro Antonio Santos | 596       |
| Vallehermoso         | 466       |

La aldea de Limones recibió su nombre debido a sus calles bordadas con 500 limoneros.

## Política
El municipio de Bacalar fue creado según decreto del Congreso de Quintana Roo con fecha del 2 de febrero de 2011, segregando su territorio del municipio de Othón P. Blanco culminando un proceso que había iniciado desde 2001.

### Gobierno provisional
De acuerdo al decreto, el gobierno del municipio le corresponderá provisionalmente al Consejo Municipal designado por el propio Congreso del Estado y que entrará en funciones el 11 de abril de 2011 y las concluirá el 29 de septiembre de 2013; el consejo estará integrado por un Presidente Municipal, un Síndico y el cabildo conformado por nueve regidores; el primer ayundamiento constitucional será electo el primer domingo de julio de 2013 y asumirá el 30 de septiembre del mismo año, junto con el resto de los ayuntamientos del estado.
El 23 de marzo de 2011 el Congreso de Quintana Roo eligió el Consejo Municipal de acuerdo al párrafo anterior, designado como presidente del mismo a Francisco Flota Medrano, asumiendo sus funciones el 11 de abril del mismo año.

### Representación legislativa
Para la elección de Diputados locales al Congreso de Quintana Roo, y de Diputados federales a la Cámara de Diputados del Congreso de la Unión, el municipio de Bacalar se encuentra integrado a los siguientes distritos electorales:
Local:
- XIII Distrito Electoral Local de Quintana Roo con cabecera en Bacalar

Federal:
- II Distrito Electoral Federal de Quintana Roo con cabecera en Chetumal.[7]

### Presidentes Municipales
- (2011 - 2013): Presidente del Concejo Municipal Francisco Flota Medrano
- (2013 - 2016):  José Alfredo Contreras Méndez
- (2016 - 2021):  Alexander Zetina Aguiluz
- (2021 - 2024):  →  Morena José Alfredo Contreras Méndez